# Авенју Б енд Ц (Аризона)
Авенју Б енд Ц (енгл. Avenue B and C) насељено је место без административног статуса у америчкој савезној држави Аризона.

## Демографија
По попису из 2010. године број становника је 4.176.
| Група             | 2000.    | 2010.         |
| Белци             | 0 (0,0%) | 920 (22,0%)   |
| Афроамериканци    | 0 (0,0%) | 38 (0,9%)     |
| Азијати           | 0 (0,0%) | 14 (0,3%)     |
| Хиспаноамериканци | 0 (0,0%) | 3.120 (74,7%) |
| Укупно            | 0        | 4.176         |